# Schrägaufzug von Foxton

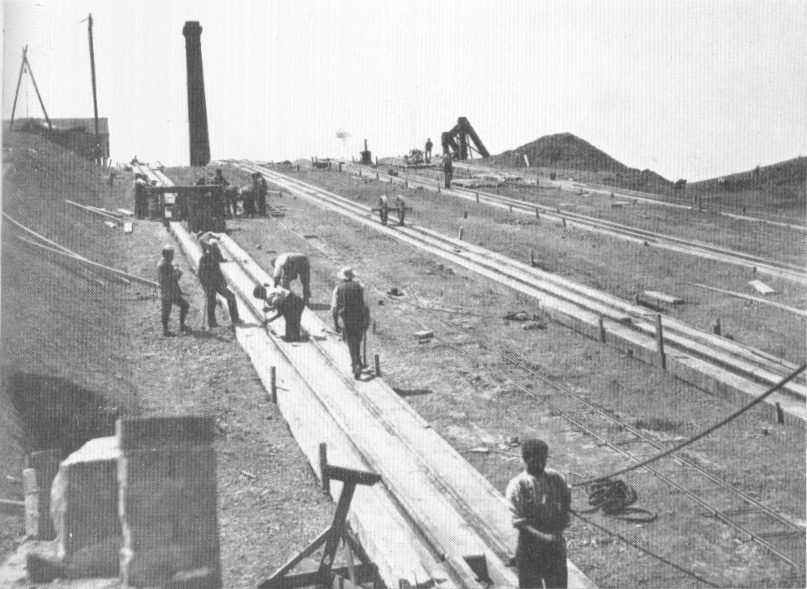
Der Schrägaufzug von Foxton im Bau

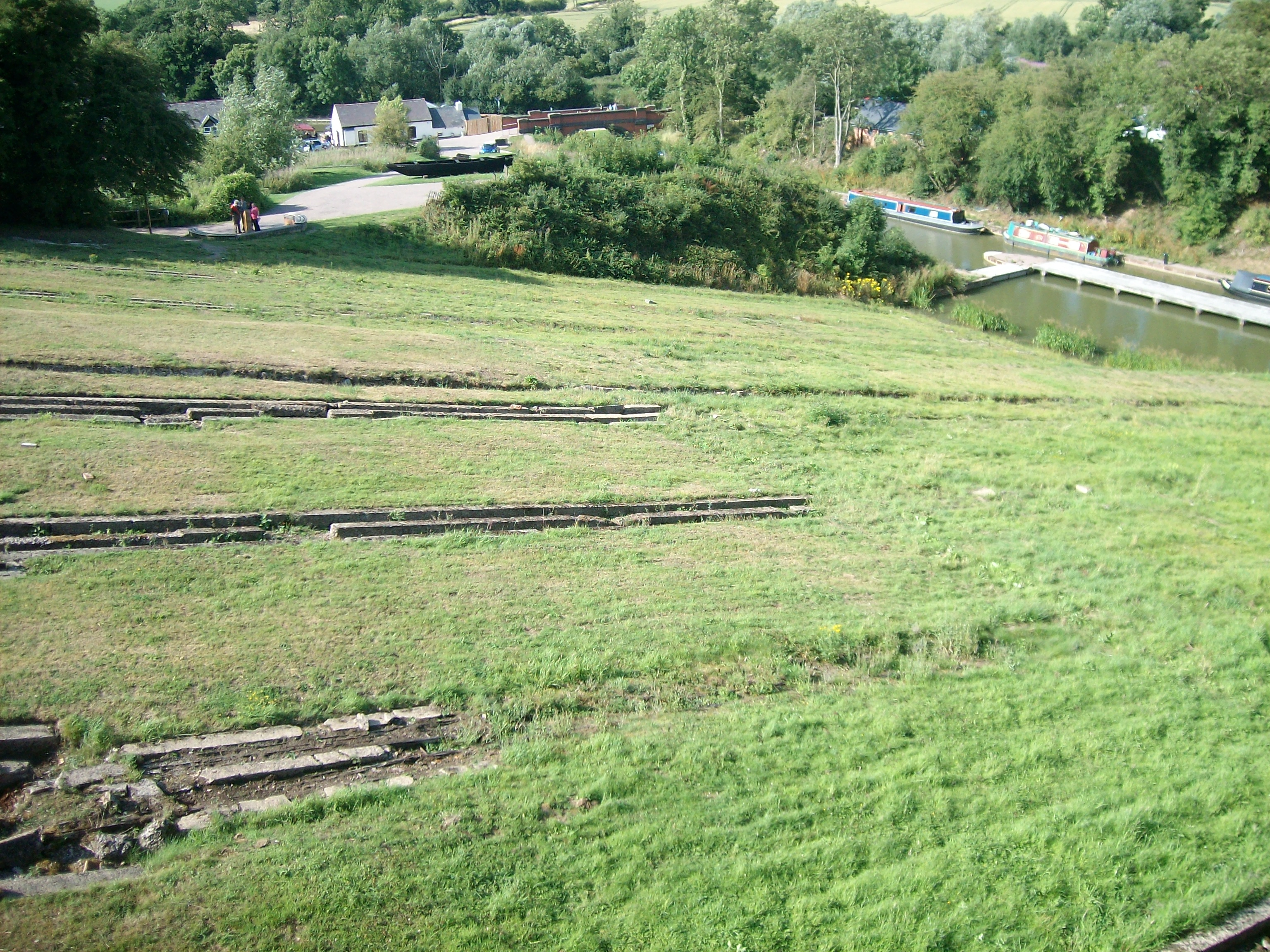
Die heutigen Reste des Schrägaufzugs von Foxton

Der Schrägaufzug von Foxton war ein Schiffshebewerk im Grand-Union-Kanal in der englischen Grafschaft Leicestershire, etwa 5 km von der Stadt Market Harborough entfernt, benannt nach dem nahegelegenen Dorf Foxton.
Bis 1897 hatte die Grand Junction Canal Company verschiedene Kanäle in England erworben und war bemüht, die Nachfrage von Transportunternehmen zu erfüllen, größere Boote anstelle der traditionellen Narrowboats einsetzen zu können. Da die Schleusen jedoch nur die Narrowboats aufnehmen konnten, war die Lösung, einen Schrägaufzug neben die Schleusen zu bauen. Ursprünglich wollte das Unternehmen die Schleusen komplett ersetzen, anstatt sie als Alternative zu belassen. Der Bau begann 1898 und wurde bis zum 10. Juli 1900 abgeschlossen.
Der Schrägaufzug wurde von Gordon Cale Thomas nach dem Prinzip der Nassförderung entworfen und bestand aus zwei miteinander verbundenen Trögen, die jeweils zwei Narrowboats oder eine Barke aufnehmen konnten. Der Antrieb erfolgte durch eine 19 kW starke Dampfmaschine.
Es gab den Plan, einen ähnlichen Schrägaufzug bei den Watford-Schleusen am südlichen Ende des Kanals zu bauen. Dies wurde jedoch nie durchgeführt (wahrscheinlich wegen der geringen Höhe des Verkehrsaufkommens in den ersten beiden Jahren des Hebewerks) und die Watford-Schleusen wurden nie erweitert, so dass die wirtschaftlichen Vorteile des Schrägaufzuges von Foxton nicht vollständig realisiert werden konnten. Die Notwendigkeit, das Maschinenhaus kontinuierlich unter Dampf zu halten – in Erwartung des Verkehrs – erwies sich ebenfalls als eine Belastung für die Finanzen. So wurde der Schrägaufzug – trotz seiner offensichtlichen Wirksamkeit – im Jahr 1911 stillgelegt, um Geld zu sparen. Nach diesem Zeitpunkt wurde er nur noch gelegentlich verwendet, wenn die Schleusen gewartet wurden.
Im Jahr 1926 begann die Demontage der Anlage und im Jahr 1928 wurden die Reste für einen Schrottpreis von lediglich £ 250 verkauft. Im selben Jahr wurde der Schornstein des Maschinenhauses abgerissen und die Steine wurden für verschiedene Kanal-Reparaturen verkauft.